# Hôn nhân cùng giới ở North Carolina
Hôn nhân cùng giới đã được công nhận hợp pháp tại tiểu bang Bắc Carolina của Hoa Kỳ kể từ ngày 10 tháng 10 năm 2014, khi một thẩm phán Tòa án quận Hoa Kỳ phán quyết trong Đại hội đồng của Giáo hội Kitô giáo v. Cooper rằng nhà nước từ chối quyền kết hôn với cùng cặp vợ chồng cùng giới là vi hiến. Thống đốc và Tổng chưởng lý tiểu bang đã thừa nhận rằng một phán quyết gần đây tại Tòa phúc thẩm Fourth Circuit và quyết định của Tòa án tối cao Hoa Kỳ không xét xử phúc thẩm trong trường hợp đó đã thiết lập sự vi hiến của lệnh cấm kết hôn cùng giới của Bắc Carolina. Các nhà lập pháp tiểu bang đã tìm cách không thành công để can thiệp vào các vụ kiện để bảo vệ lệnh cấm của nhà nước đối với hôn nhân cùng giới.
Bắc Carolina trước đó đã từ chối quyền kết hôn với các cặp cùng giới theo luật định từ năm 1996. Một sửa đổi hiến pháp tiểu bang đã được phê duyệt vào năm 2012 đã củng cố rằng bằng cách xác định hôn nhân giữa một người đàn ông và một người phụ nữ là "liên minh pháp lý trong nước" hợp lệ duy nhất ở tiểu bang và từ chối công nhận bất kỳ tình trạng pháp lý tương tự, chẳng hạn như công đoàn dân sự.
Một số thành phố trong tiểu bang công nhận quan hệ đối tác trong nước và một số thành phố có sẵn tình trạng đó cho cả các cặp cùng giới và khác giới.

## Hôn nhân cùng giới

### Thời hiệu
Vào ngày 18 tháng 6 năm 1996, Thượng viện tiểu bang Bắc Carolina đã thông qua dự luật cấm kết hôn cùng giới và công nhận hôn nhân cùng giới ngoài tiểu bang với số phiếu 41-14. Cùng ngày hôm đó, Hạ viện Bắc Carolina đã bỏ phiếu 98-10 vì ủng hộ dự luật. Nó đã được phê chuẩn và có hiệu lực vào ngày 20 tháng 6 năm 1996.

### Hiến pháp
Vào ngày 12 tháng 9 năm 2011, Hạ viện Bắc Carolina đã bỏ phiếu 75-42 ủng hộ Sửa đổi Bắc Carolina 1, một sửa đổi hiến pháp cấm kết hôn cùng giới và bất kỳ "liên minh pháp lý trong nước." Vào ngày 13 tháng 9 năm 2011, Thượng viện bang Bắc Carolina đã bỏ phiếu 30-16 ủng hộ dự luật này. Vào ngày 8 tháng 5 năm 2012, cử tri Bắc Carolina đã chấp thuận sửa đổi bằng cách bỏ phiếu từ 61,04% đến 38,96%.
Sửa đổi được thêm vào Phần XIV của Hiến pháp Bắc Carolina:
Hôn nhân giữa một nam và một nữ là liên minh pháp lý trong nước duy nhất có hiệu lực hoặc được công nhận tại Bang này. Phần này không cấm một bên tư nhân tham gia hợp đồng với một bên tư nhân khác; Phần này cũng không cấm các tòa án xét xử các quyền của các bên tư nhân theo các hợp đồng đó.

Bắc Carolina là tiểu bang thứ 30 và là tiểu bang cuối cùng của Liên minh, thông qua một sửa đổi hiến pháp xác định hôn nhân để loại trừ các cặp cùng giới.

### Kiện tụng

#### Fisher-Borne v. SmithvàGerber v. Cooper
Vào ngày 13 tháng 6 năm 2012, sáu cặp cùng giới đã đệ đơn kiện liên bang, Fisher-Borne v. Smith, ban đầu tìm kiếm quyền nhận con nuôi. Vào tháng 7 năm 2013, sau quyết định của Tòa án Tối cao Hoa Kỳ vào tháng 6 năm 2014 United States v. Windsor, họ đã sửa đổi vụ kiện của mình để thách thức tính hợp hiến của việc nhà nước từ chối quyền kết hôn với các cặp cùng giới. Họ được đại diện bởi ACLU và luật sư tư nhân. Tóm tắt được hoàn thành vào ngày 13 tháng 8 năm 2014. Ba cặp cùng giới đã nộp đơn Gerber v. Cooper tại tòa án liên bang vào tháng 4 năm 2014 để tìm kiếm sự công nhận hôn nhân của Bắc Carolina, được thành lập tại các khu vực pháp lý khác. Họ được đại diện bởi ACLU và luật sư tư nhân. Tóm tắt được hoàn thành vào ngày 13 tháng 8 năm 2014. Thủ tục tố tụng trong cả hai trường hợp đã ở lại chờ kết quả của một vụ án ở Virginia, Bostic v. Rainey. Tòa án Tối cao Hoa Kỳ đã từ chối kháng cáo trong vụ kiện đó vào ngày 6 tháng 10 năm 2014, để lại quyết định của Fourth Circuit, trong đó cho thấy lệnh cấm của Virginia đối với hôn nhân cùng giới là vi hiến, là tiền lệ ràng buộc đối với các tòa án ở Bắc Carolina.
Vào ngày 8 tháng 10 năm 2014, Thẩm phán quận Hoa Kỳ [[William Lindsay Osteen Jr. Các nguyên đơn trong cả hai trường hợp đã đệ trình một kiến nghị chung yêu cầu tòa án ban hành một lệnh như vậy. Họ đã mô hình hóa ngôn ngữ được đề xuất của họ theo thứ tự được ban hành trong  Binto .
Vào ngày 9 tháng 10, hai nhà lãnh đạo của Cơ quan lập pháp tiểu bang, Thom Tillis, Chủ tịch Hạ viện và Phil Berger, Chủ tịch Pro Tempore của Thượng viện, đã hỏi được phép can thiệp để bảo vệ lệnh cấm của nhà nước. Hồ sơ của họ cho biết: "Sự can thiệp này là về việc đảm bảo rằng sự lựa chọn của cử tri Bắc Carolina sẽ nhận được ngày ra tòa." Họ cho rằng "bởi vì  Binto  một phần dựa trên những nhượng bộ quyết định kết quả được đưa ra bởi Tổng chưởng lý Virginia chưa được đưa ra trong vụ kiện này,  Binto  không kiểm soát được." Nếu tòa án quận xác định rằng  Bory  kiểm soát quyết định trong những trường hợp này, thì họ đề nghị theo đuổi kháng cáo của bản án đó đến Mạch thứ tư, Mạch thứ tư  en banc  và Tòa án tối cao Hoa Kỳ. Vào ngày 14 tháng 10, Thẩm phán Osteen cho phép họ can thiệp duy nhất để bảo vệ quyền kháng cáo của họ. Ông cai trị cho các nguyên đơn cùng ngày. Anh ta phát hiện ra sự kiểm soát của  Binto  vì các lệnh cấm của Bắc Carolina và Virginia gần như giống hệt nhau, giữ lệnh cấm của Bắc Carolina vi hiến và khiến nhà nước không thực thi lệnh cấm kết hôn cùng giới.
Vào ngày 16 tháng 12, Fourth Circuit đã hợp nhất các vụ kiện này và đưa ra các vụ kiện đang chờ xử lý của Tòa án Tối cao Hoa Kỳ về các kiến nghị chứng nhận trong  DeBoer  và các vụ việc liên quan. Vào ngày 14 tháng 1 năm 2015, Berger và Tillis đã đệ đơn lên Tòa án Tối cao Hoa Kỳ để xem xét lại vụ án mà không cần chờ xem xét bởi Tòa phúc thẩm của Fourth Circuit.

#### Thượng hội đồng của Giáo hội Thống nhất của Christ v. Cooper
Vào ngày 28 tháng 4 năm 2014, United Church of Christ, cùng với một liên minh gồm những người Rửa tội, Luther và Unitarian Universalists, đã đệ đơn kiện, lập luận rằng đạo luật của Bắc Carolina khiến nó trở thành tội ác khi chủ trì việc tổ chức hôn nhân của một cặp vợ chồng thiếu giấy phép kết hôn hợp lệ của nhà nước một cách bất hợp pháp hạn chế tự do tôn giáo. Vào ngày 3 tháng 6 năm 2014, các giáo phái và giáo sĩ quốc gia bổ sung từ các truyền thống đã được thêm vào như các nguyên đơn, bao gồm Liên minh của người rửa tội, Hiệp hội chào đón và khẳng định người rửa tội và Hội nghị trung ương của người Mỹ Rabbis ngoài Tân giáo, giáo sĩ Do Thái và Baptist. Vào ngày 7 tháng 10, các nguyên đơn đã yêu cầu một lệnh cấm ngay lập tức chống lại nhà nước, với lý do phán quyết của Fourth Circuit Bostic v. Rainey. Vào ngày 10 tháng 10, Thẩm phán Tòa án Quận Max O. Cogburn, Jr. đã từ chối yêu cầu của các nhà lãnh đạo của cơ quan lập pháp tiểu bang để được phép can thiệp để bảo vệ lệnh cấm của nhà nước và phán quyết lệnh cấm của nhà nước đối với hôn nhân cùng giới là vi hiến. Ông đã viết:
Vấn đề trước tòa án này không phải là vấn đề chính trị cũng không phải là vấn đề đạo đức. Đây là vấn đề pháp lý, và rõ ràng là vấn đề của luật hiện hành đã được giải quyết trong Fourth Circuit rằng luật pháp Bắc Carolina cấm kết hôn cùng giới, từ chối công nhận hôn nhân cùng giới có nguồn gốc từ nơi khác và/hoặc đe dọa sẽ phạt những người sẽ long trọng hóa những cuộc hôn nhân như vậy, là vi hiến.

#### Quốc phòng
Vào ngày 28 tháng 7, sau khi Tòa phúc thẩm vòng bốn tại Bostic v. Schaefer cho rằng việc Virginia từ chối quyền kết hôn đối với các cặp cùng giới là vi hiến, Tổng chưởng lý Bắc Carolina Roy Cooper tuyên bố ông sẽ không còn bảo vệ lệnh cấm kết hôn cùng giới của nhà nước. Ông nói rằng bởi vì tất cả các thẩm phán ở Bắc Carolina đều bị ràng buộc bởi tiền lệ của Fourth Circuit, "hôm nay chúng tôi biết luật của chúng tôi gần như chắc chắn sẽ bị đảo ngược. Nói một cách đơn giản, đã đến lúc ngừng đưa ra những lập luận mà chúng tôi sẽ thua Nghị quyết có thể sẽ đến từ Tòa án Tối cao Hoa Kỳ. "

### Dự luật Thượng viện 2
Khi quyết định trong  Thượng hội đồng chung  có hiệu lực, các quan chức nhà nước tuyên bố rằng các thẩm phán được yêu cầu chủ tọa các nghi lễ kết hôn cho các cặp cùng giới giống như họ đối với các cặp vợ chồng khác giới và một thẩm phán không thể yêu cầu miễn trừ trên cơ sở tôn giáo. Đến đầu tháng 11, sáu thẩm phán đã từ chức vì lý do phản đối tôn giáo. Một nhóm các nhà lập pháp Cộng hòa do lãnh đạo Thượng viện Phil Berger dẫn đầu đã công bố kế hoạch tài trợ cho luật pháp tạo ra sự miễn trừ tôn giáo cho các quan tòa nhà nước phản đối việc tham gia đám cưới cùng giới trên cơ sở tôn giáo.
Đạo luật như vậy đã thông qua Cơ quan lập pháp Bắc Carolina vào tháng 5 năm 2015, mặc dù đã bị Thống đốc Pat McCrory phủ quyết. Vào ngày 3 tháng 6 năm 2015, Bắc Carolina Thượng viện đã vượt qua thành công quyền phủ quyết của Thống đốc bằng cách bỏ phiếu 32-16, đạt được đa số ba phần năm cần thiết để ghi đè quyền phủ quyết tại Thượng viện. Một cuộc bỏ phiếu ghi đè đã được tổ chức tại Hạ viện vào ngày 11 tháng 6 năm 2015, đạt được đa số ba phần năm yêu cầu với tỷ lệ 69-41. Do đó, biện pháp này đã trở thành luật ở Bắc Carolina, nơi chỉ là tiểu bang thứ hai sau Utah cho phép loại miễn trừ tôn giáo này cho các quan tòa nhà nước.
Một vụ kiện tranh luận về sự miễn trừ là vi hiến đã được đệ trình lên tòa án liên bang vào ngày 9 tháng 12 năm 2015.

### SauObergefell v. Hodges
Vào ngày 11 tháng 4 năm 2017, ba nhà lập pháp của đảng Cộng hòa đã giới thiệu  Đạo luật hôn nhân lịch sử bị lật đổ  cho Đại hội đồng. Dự luật tìm cách tái hiện lệnh cấm kết hôn cùng giới của tiểu bang, do đó vi phạm  Obergefell v. Hodges , U.S. Tòa án tối cao phán quyết cho rằng các cặp cùng giới có quyền kết hôn cơ bản trên toàn quốc. Dự luật tuyên bố Tòa án tối cao "vượt qua giới hạn hiến pháp". Nó cũng trích dẫn Kinh Thánh, nói rằng "phán quyết vượt quá thẩm quyền của tòa án liên quan đến sắc lệnh của Thiên Chúa toàn năng rằng một người đàn ông sẽ rời bỏ cha mẹ mình và giữ chặt lấy vợ mình, và họ sẽ trở thành một thịt ". Thống đốc Roy Cooper sau đó đã tuyên bố phản đối dự luật này, tweet "Chúng tôi cần nhiều biện pháp bảo vệ LGBT hơn, không phải ít hơn." Ngày hôm sau, Chủ tịch Hạ viện Tim Moore đã từ chối dự luật một phiên điều trần, giết chết nó một cách hiệu quả. Moore nói rằng "có những lo ngại về hiến pháp mạnh mẽ với luật này được đưa ra rằng Tòa án Tối cao Hoa Kỳ đã kiên quyết phán quyết về vấn đề này."